# Nguyễn Ngọc Phương
Nguyễn Ngọc Phương (sinh ngày 16 tháng 8 năm 1959, quê quán ở xã Châu Hóa, huyện Tuyên Hóa, Quảng Bình) là chính trị gia người Việt Nam. Ông là đại biểu Quốc hội Việt Nam khóa XIV, thuộc đoàn đại biểu tỉnh Quảng Bình, Phó Trưởng Đoàn chuyên trách Đoàn đại biểu Quốc hội tỉnh Quảng Bình, Ủy viên Ủy ban về các vấn đề xã hội của Quốc hội. Trước đó ông từng là đại biểu quốc hội Việt Nam khóa XIII cũng thuộc đoàn Quảng Bình.

## Giáo dục
- Cử nhân Sư phạm
- Cử nhân Luật
- Thạc sĩ Chính trị học[3]

## Tiểu sử
Nguyễn Ngọc Phương sinh ngày 16 tháng 8 năm 1959, quê quán ở xã Châu Hóa, huyện Tuyên Hóa, Quảng Bình.
Ông hiện cư trú tại thành phố Đồng Hới, tỉnh Quảng Bình.

## Sự nghiệp
Ông gia nhập Đảng cộng sản Việt Nam ngày 07/11/1982.
Ông xuất thân là thầy giáo dạy văn 
Từng làm phó bí thư và bí thư tỉnh đoàn
Trưởng ban tuyên giáo tỉnh ủy
Ông hiện là Tỉnh ủy viên, Phó Trưởng Đoàn đại biểu Quốc hội khóa XIV tỉnh Quảng Bình.

### Đại biểu Quốc hội Việt Nam khóa 14

#### Đề nghị tinh giản cấp phó
Ngày 30 tháng 10 năm 2017, thảo luận chính sách, pháp luật về cải cách tổ chức bộ máy hành chính nhà nước tại Quốc hội, ông cho rằng bộ máy hành chính và đoàn thể ngày càng phình to ra, các cơ quan từ trung ương đến địa phương thi nhau đặt ra các cấp phó trái luật và pháp luật có kẻ hở. Ông đề nghị việc cần làm ngay của bộ máy hành chính là "tinh giản cấp phó".

#### Ủng hộ Luật đặc khu
Ngày 23 tháng 5 năm 2018, tại kì họp thứ 5 năm 2018, khi thảo luận tại nghị trường Quốc hội Việt Nam về dự án Luật Đơn vị hành chính - kinh tế đặc biệt Vân Đồn, Bắc Vân Phong, Phú Quốc (gọi là các đặc khu), Nguyễn Ngọc Phương bày tỏ sự ủng hộ ban hành luật này, cho rằng đây là luật đột phá mà nhiều nước trên thế giới đã làm, đồng thời đề nghị làm rõ loại hình kinh doanh được ưu đãi, đề nghị tổ chức Hội đồng nhân dân trong đặc khu, nhất trí tăng quyền lực của Chủ tịch Ủy ban nhân dân đặc khu.

#### Đề nghị đánh thuế tiêu thụ đặc biệt đối với rượu và bia
Sáng ngày 23 tháng 5 năm 2019, tại buổi góp ý dự thảo Luật Phòng chống tác hại rượu, bia, Nguyễn Ngọc Phương đề nghị đưa điều khoản đánh thuế tiêu thụ đặc biệt đối với rượu, bia vào luật này để hạn chế người dân dùng rượu, bia.

#### Đề nghị phạt nặng Nguyễn Hữu Linh
Trong vụ án ông Nguyễn Hữu Linh, nguyên Phó Viện trưởng Viện kiểm sát nhân dân thành phố Đà Nẵng dâm ô bé gái dưới 16 tuổi trong thang máy ở Thành phố Hồ Chí Minh, Viện kiểm sát nhân dân Quận 4, Thành phố Hồ Chí Minh có cáo trạng truy tố Nguyễn Hữu Linh trong đó xét đến các tình tiết giảm nhẹ tội cho ông này như phạm tội lần đầu và tội phạm thuộc trường hợp ít nghiêm trọng. Đại biểu Nguyễn Ngọc Phương ngày 24 tháng 5 năm 2019 bày tỏ quan điểm cần tăng nặng hình phạt vì phạm nhân là người nắm rõ luật pháp.

#### Đề xuất luật cấm để xe dưới hầm chung cư
Ngày 13 tháng 11 năm 2019, tại kì họp thứ 8 Quốc hội Việt Nam khóa 14, trong khi thảo luận về Báo cáo giám sát công tác phòng chữa cháy giai đoạn 2014-2018, đại biểu Nguyễn Ngọc Phương đã đề nghị trong Luật xây dựng quy định các chung cư, khách sạn cao tầng không để tầng hầm là nơi đậu xe. Đề xuất này đã gây ra nhiều tranh cãi.